# Коциок, Йозеф
Йо́зеф Коциок (нем. Josef Kociok; 26 апреля 1918, Альт-Шалькендорф, Верхняя Силезия, Германская империя — 26 сентября 1943, Керчь, СССР) — немецкий лётчик-ас люфтваффе, кавалер Рыцарского креста Железного креста.

## Биография
Йозеф Коциок начал военную карьеру осенью 1940 года со службы в 7-й эскадрилье 76-й эскадры тяжёлых истребителей (7./ZG 76), базировавшейся в Норвегии.
24 апреля 1941 года он перешёл на службу в 4 эскадрилью 210-й эскадры скоростных бомбардировщиков (4./SKG 210), позднее преобразованной в 1-ю эскадру тяжёлых истребителей (4./ZG 1). Вместе с частью принимал участие во вторжении в СССР.
Первую воздушную победу одержал 30 июня 1941 года, сбив бомбардировщик АНТ-40. Принимал участие в атаках на советские аэродромы, технику, железнодорожные составы, танки, полевую и противовоздушную артиллерию и пехотные части. За успехи в сражениях был награждён Почётным кубком Люфтваффе и Немецким крестом в золоте.
В феврале 1943 Коциок перешёл в 10-ю эскадрилью, специализировавшуюся на ночных полётах. К этому времени в его послужном списке числилось 12 воздушных побед, 15 самолётов противника, уничтоженных на земле, 4 танка, 4 пушки, 141 грузовик, 80 различных транспортных средств, 4 локомотива, 2 моста и батарея ПВО.
В ходе ночных полётов ему удалось одержать несколько массовых побед. Так ночью 9-10 мая 1943 года он сбил три советских бомбардировщика. Ещё четыре бомбардировщика ему удалось сбить ночью 15-16 мая 1943 года, о чём было упомянуто в докладе верховного командования вермахта.
31 июля 1943 года Коциок был награждён Рыцарским крестом Железного креста. В ту же ночь он сбил три лёгких ночных бомбардировщика По-2, принадлежавших знаменитому женскому полку «Ночных ведьм». Легкие бомбардировщики являлись сложной целью для немецких пилотов из-за своих малых габаритов и чрезвычайно малой скорости. Для атаки немецким пилотам приходилось максимально снижать скорость вплоть до выпуска шасси.
В ночь с 26 на 27 сентября 1943 года в районе Керчи после успешной атаки бомбардировщика ДБ-3 Коциок потерпел аварию. По ряду сведений он столкнулся с падавшим бомбардировщиком. И ему и его радисту Александру Вегерхоффу (нем. Alexander Wegerhoff) удалось покинуть падающий Messerschmitt Bf 110 G-2, однако парашют Коциока не раскрылся, пилот погиб. Посмертно ему было присвоено звание лейтенанта.
К моменту гибели Коциок совершил двести боевых вылетов, в которых одержал 33 победы, в том числе 21 ночную. Все победы были одержаны на Восточном фронте.

## Награды
- Железный крест 1-го и 2-го классов;
- Знак за ранение в чёрном
- Почётный кубок люфтваффе (1.6.1942);
- Немецкий крест в золоте (2.12.1942)[2];
- Наградная пряжка «Ближний Ночной Истребитель» в золоте;
- Рыцарский крест Железного Креста:
  - Рыцарский Крест — оберфельдфебелю, пилоту эскадрильи 10.(NJ)/ZG 1 (31.7.1943)[3]
- Упоминался в Вермахтберихт (17 мая 1943)[4]

### Упоминание в «Вермахтберихт»
| Дата        | Оригинальная немецкая запись «Wehrmachtbericht»                                | Дословный перевод на русский                                              |
| 17 мая 1943 | Oberfeldwebel Kociok schoß in einer Nacht vier sowjetische Bombenflugzeuge ab. | Оберфельдфебель Коциок сбил четыре советских бомбардировщика в одну ночь. |